# Liste der Kulturdenkmale in Markvippach
In der Liste der Kulturdenkmale in Markvippach sind alle Kulturdenkmale der thüringischen Gemeinde Markvippach (Landkreis Sömmerda) und ihrer Ortsteile aufgelistet (Stand: 2006).

## Markvippach

### Einzeldenkmale
| Bild                           | Bezeichnung                            | Lage                   | Datierung | Beschreibung                                                                     | ID |
| ------------------------------ | -------------------------------------- | ---------------------- | --------- | -------------------------------------------------------------------------------- | -- |
| weitere Bilder Fotos hochladen | Kirche St. Andreas mit Ausstattung     | Hauptstraße 51 (Karte) | 1500      | Die Kirchgemeinde von Markvippach ist dem Kirchspiel von Udestedt zugehörig.     |    |
| BW                             | Hofanlage                              | Mittelgasse 78 (Karte) |           | Anm.: Anlieger der Mittelgasse wurden zu neuem Straßennamen Unterdorf zugeteilt. |    |
| BW                             | Wohnhaus                               | Pfarrstraße 63 (Karte) |           |                                                                                  |    |
| BW                             | Hofanlage                              | Pfarrstraße 70 (Karte) |           |                                                                                  |    |
| Fotos hochladen                | ehemalige Wasserburg, heute Gaststätte | Unterdorf 79 (Karte)   |           |                                                                                  |    |

## Bachstedt

### Einzeldenkmale
| Bild            | Bezeichnung                             | Lage                | Datierung | Beschreibung | ID |
| --------------- | --------------------------------------- | ------------------- | --------- | ------------ | -- |
| Fotos hochladen | ehemaliges Gut mit romanischem Tympanon | Dorfstr. 20 (Karte) |           |              |    |

## Quelle
- Landkreis Sömmerda. (Memento vom 1. Februar 2017 im Internet Archive; PDF; 160 kB) landkreis-soemmerda.de, Auszug aus dem Denkmalbuch des Landes Thüringen